# Fallow
Fallow – debiutancki album kanadyjskiej grupy The Weakerthans. Piosenki "Anchorless" oraz "Letter of Resignation" są utworami zespołu Propagandhi, w którym śpiewał wokalista The Weakerthans.

## Lista utworów
1. "Illustrated Bible Stories for Children"  – 1:42
2. "Diagnosis"  – 2:40
3. "Confessions of a Futon Revolutionist"  – 2:15
4. "None of the Above"  – 4:18
5. "Letter of Resignation"  – 3:23
6. "Leash"  – 3:07
7. "Wellington's Wednesdays"  – 3:01
8. "The Last Last One"  – 3:09
9. "Greatest Hits Collection"  – 3:03
10. "Sounds Familiar"  – 2:29
11. "Anchorless"  – 3:51
12. "Fallow"  – 5:27